# Natação nos Jogos Olímpicos de Verão da Juventude de 2010 - 4x100 m livre misto
As provas do revezamento/estafetas 4x100 metros livre misto da natação nos Jogos Olímpicos de Verão da Juventude de 2010 foram realizadas no dia 15 de agosto, na Escola dos Desportos, em Cingapura. Equipes de 17 países estavam inscritas neste evento.

## Medalhistas
|  | CHN China                            |  | AUS Austrália                                      |  | FRA França                                               |
|  | Sun Bowei Tang Yi Liu Lan He Jianbin |  | Kenneth To Emma McKeon Madison Wilson Justin James |  | Medhy Metella Anna Santamans Mathilde Cini Jordan Coelho |

## Equipes
| Equipe            | Integrantes                                                              | Equipe        | Integrantes                                                                               | Equipe                | Integrantes                                                           |
| ----------------- | ------------------------------------------------------------------------ | ------------- | ----------------------------------------------------------------------------------------- | --------------------- | --------------------------------------------------------------------- |
| RSA África do Sul | Pierre Keune Kyla Ferreira Murray McDougall Natasha de Vos               | Cingapura     | Yong En Clement Lim Arren Xin Hui Quek Xiang Qi Amanda Lim Adeline Shu Jian Winata        | ITA Itália            | Alessio Torlai Elena di Liddo Alessia Polieri Tommaso Romani          |
| GER Alemanha      | Lena Kalla Melvin Herrmann Juliane Reinhold Kevin Leithold               | ESP Espanha   | Yeray Lebon Judit Ignacio Eduardo Solaeche Anna Martí                                     | JPN Japão             | Jun Isaji Yusuke Yamagishi Mina Ochi Maya Hamano                      |
| AUS Austrália     | Kenneth To Emma McKeon Madison Wilson Justin James                       | EUA           | Erich Peske Kiera Janzen Jordan Mattern Thomas Stephens                                   | RUS Rússia            | Andrey Ushakov Kristina Kochetkova Alexey Atsapkin Ekaterina Andreeva |
| BRA Brasil        | Victor Rodrigues Alessandra Marchioro Pedro de Souza Carolina Bergmaschi | FRA França    | Medhy Metella Anna Santamans Mathilde Cini Jordan Coelho                                  | SRB Sérvia            | Velimir Stjepanović Marija Joksimović Katarina Simonović Stefan Šorak |
| CAN Canadá        | Chad Bobrosky Lauren Earp Lindsay Delmar Jeremy Bagshaw                  | HKG Hong Kong | Lum Ching Tat Cheung Kin Tat Kent Yu Wai Ting Yvette Man-Yi Kong                          | TRI Trinidad e Tobago | Christian Homer Kimberlee John-Williams Cadell Lyons Khadeja Phillip  |
| CHN China         | Sun Bowei Tang Yi Liu Lan He Jianbin                                     | ISL Islândia  | Anton Sveinn McKee Ingibjörg Kristí Jónsdóttir Hrafn Traustason Karen Sif Vilhjálmsdóttir |                       |                                                                       |

## Eliminatórias

### Eliminatória 1
| Pos. | Raia | País          | Tempo   | Notas            |
| ---- | ---- | ------------- | ------- | ---------------- |
| 1    | 5    | CHN China     | 3:39.39 | Q                |
| 2    | 4    | HKG Hong Kong | 3:40.34 | Q                |
| 3    | 6    | SRB Sérvia    | 3:41.15 |                  |
| 4    | 3    | ITA Itália    | 3:42.44 |                  |
| -    | 2    | ESP Espanha   | -       | Desclassificados |

### Eliminatória 2
| Pos. | Raia | País               | Tempo   | Notas |
| ---- | ---- | ------------------ | ------- | ----- |
| 1    | 5    | CAN Canadá         | 3:36.80 | Q     |
| 2    | 4    | FRA França         | 3:37.03 | Q     |
| 3    | 7    | USA Estados Unidos | 3:38.89 | Q     |
| 4    | 6    | RUS Rússia         | 3:39.69 | Q     |
| 5    | 2    | RSA África do Sul  | 3:43.85 |       |
| 6    | 3    | ISL Islândia       | 3:49.60 |       |

### Eliminatória 3
| Pos. | Raia | País                  | Tempo   | Notas |
| ---- | ---- | --------------------- | ------- | ----- |
| 1    | 4    | AUS Austrália         | 3:34.67 | Q     |
| 2    | 3    | GER Alemanha          | 3:38.69 | Q     |
| 3    | 5    | BRA Brasil            | 3:41.07 |       |
| 4    | 2    | SIN Singapura         | 3:42.88 |       |
| 5    | 6    | JPN Japão             | 3:49.23 |       |
| 6    | 7    | TRI Trinidad e Tobago | 3:51.35 |       |

## Final
| Pos.              | Raia | País               | Tempo   | Notas |
| ----------------- | ---- | ------------------ | ------- | ----- |
| Medalha de ouro   | 7    | CHN China          | 3:31.34 |       |
| Medalha de prata  | 4    | AUS Austrália      | 3:31.69 |       |
| Medalha de bronze | 3    | FRA França         | 3:35.90 |       |
| 4                 | 5    | CAN Canadá         | 3:36.05 |       |
| 5                 | 6    | GER Alemanha       | 3:36.06 |       |
| 6                 | 2    | USA Estados Unidos | 3:39.08 |       |
| 7                 | 8    | HKG Hong Kong      | 3:40.08 |       |
| 8                 | 1    | RUS Rússia         | 3:42.63 |       |